# Grace/Wastelands
Grace/Wastelands is het eerste solo-album van Babyshambles-zanger Pete Doherty. Het album wordt op 16 maart 2009 uitgebracht en is geproduceerd door Stephen Street. De eerste single wordt Last of the English Roses.

## Opnamen
Het album werd in de herfst van 2008 opgenomen in de Olympic Studios in Londen. Doherty werkte daar samen met producer Stephen Street, die ook het Babyshambles-album Shotter's Nation produceerde. Voor de nummers had Doherty enkele gastartiesten uitgenodigd: Dot Allison zingt in Sheepskin Tearaway. Daarnaast spelen Babyshambles-leden Mik Whitnall, Adam Ficek en Drew McConnell mee op het album. Blur-gitarist Graham Coxon speelt gitaar in alle nummers behalve "Broken Love Song".
Op 16 januari 2009 werd de titel Grace/Wastelands bekendgemaakt.

## Nummers
1. Arcady
2. Last of the English Roses
3. 1939 Returning
4. A Little Death Around The Eyes
5. Salome
6. I am the rain"
7. Sweet By And By
8. Palace Of Bone
9. Sheepskin Tearaway (met Dot Allison)
10. Broken Love Song
11. New Love Grows On Trees
12. Lady Don't Fall Backwards

## Hitnotering
| "Notatie in de Nederlandse Album Top 100 - 28-03-2009 | "Notatie in de Nederlandse Album Top 100 - 28-03-2009 | "Notatie in de Nederlandse Album Top 100 - 28-03-2009 |
| ----------------------------------------------------- | ----------------------------------------------------- | ----------------------------------------------------- |
| Week                                                  | 1                                                     |                                                       |
| Nummer                                                | 83                                                    | uit                                                   |